# Myiothlypis coronata
Myiothlypis coronata là một loài chim trong họ Parulidae.